# Tasso Wild
Tasso Wild (1º dicembre 1940) è un ex calciatore tedesco, di ruolo centrocampista.

## Caratteristiche tecniche
In attività giocava come centrocampista.

## Palmarès

### Club

#### Competizioni nazionali
- Campionato tedesco: 1

Norimberga: 1960-1961
- Coppa di Germania: 1

Norimberga: 1961-1962

#### Competizioni internazionali
- Coppa Piano Karl Rappan: 1

Hertha Berlino: 1971